# Município de Wilders (condado de Johnston, Carolina do Norte)
Localização da Carolina do Norte nos E.U.A.
O município de Wilders (em inglês: Wilders Township) é um localização localizado no  condado de Johnston no estado estadounidense da Carolina do Norte. No ano 2010 tinha uma população de 18.083 habitantes.

## Geografia
O município de Wilders encontra-se localizado nas coordenadas 35° 42′ 32,56″ N, 78° 20′ 41″ O.